# Sportgemeinschaft 09 Wattenscheid 2005-2006
Questa voce raccoglie le informazioni riguardanti la Sportgemeinschaft 09 Wattenscheid nelle competizioni ufficiali della stagione 2005-2006.

## Stagione
Nella stagione 2005-2006 il Wattenscheid, allenato da Georg Kreß, concluse il campionato di Regionalliga nord al 16º posto. In Coppa di Germania il Wattenscheid fu eliminato al primo turno dal Werder Brema.

## Rosa
| N. |                     | Ruolo | Calciatore         |
| -- | ------------------- | ----- | ------------------ |
| 2  | Germania (bandiera) | D     | Jascha Keller      |
| 3  | Bulgaria (bandiera) | D     | Peter Kushev       |
| 8  | Germania (bandiera) | C     | Selcuk Dede        |
| 9  | Grecia (bandiera)   | A     | Dimitrios Ropkas   |
| 15 | Turchia (bandiera)  | D     | Cenk Alakazli      |
| 22 | Germania (bandiera) | C     | Jürgen Duah        |
|    | Germania (bandiera) | P     | Michael Joswig     |
|    | Germania (bandiera) | P     | Tim Nixdorff       |
|    | Germania (bandiera) | D     | Karsten Baumann    |
|    | Germania (bandiera) | D     | Dirk Caspers       |
|    | Germania (bandiera) | D     | Stephan Dragowich  |
|    | Germania (bandiera) | D     | Arthur Matlik      |
|    | Ungheria (bandiera) | D     | Krisztián Szóllar  |
|    | Germania (bandiera) | D     | Simon Talarek      |
|    | Grecia (bandiera)   | C     | Valandi Anagnostou |

| N. |                        | Ruolo | Calciatore           |
| -- | ---------------------- | ----- | -------------------- |
|    | Germania (bandiera)    | C     | Danny Cornelius      |
|    | Germania (bandiera)    | C     | Markus Katriniok     |
|    | Germania (bandiera)    | C     | Bünyamin Kilic       |
|    | Germania (bandiera)    | C     | Kai Koitka           |
|    | Stati Uniti (bandiera) | C     | Pellegrino Matarazzo |
|    | Germania (bandiera)    | C     | Michael Ohnesorge    |
|    | Germania (bandiera)    | C     | Orhan Özkaya         |
|    | Germania (bandiera)    | C     | Thomas Rietz         |
|    | Germania (bandiera)    | C     | Tom Schikora         |
|    | Ghana (bandiera)       | A     | Mohammed Abdulai     |
|    | Germania (bandiera)    | A     | Samet Alpay          |
|    | Camerun (bandiera)     | A     | Charly Kuntz         |
|    | Angola (bandiera)      | A     | Miguel Pereira       |
|    | Italia (bandiera)      | A     | Mike Terranova       |
|    | Germania (bandiera)    | A     | Lars Toborg          |

## Organigramma societario
Area tecnica
- Allenatore: Georg Kreß
- Allenatore in seconda: Harald Menzel
- Preparatore dei portieri: Werner Scholz
- Preparatori atletici:
- Analisi video:

## Calciomercato

### Sessione estiva
| Acquisti | Acquisti             | Acquisti            | Acquisti |
| R.       | Nome                 | da                  | Modalità |
| -------- | -------------------- | ------------------- | -------- |
| D        | Karsten Baumann      | Wuppertal           |          |
| D        | Dirk Caspers         | Schalke 04 II       |          |
| C        | Bünyamin Kilic       | Wattenscheid 09 U19 |          |
| C        | Pellegrino Matarazzo | Wehen Wiesbaden     |          |
| A        | Miguel Pereira       | Hüls                |          |
| C        | Michael Ohnesorge    | Adler Osterfeld     |          |
| C        | Thomas Rietz         | Wuppertal           |          |
| C        | Tom Schikora         | Energie Cottbus     |          |
| D        | Krisztián Szóllar    | Schalke 04 II       |          |
| A        | Lars Toborg          | Siegen              |          |

| Cessioni | Cessioni      | Cessioni           | Cessioni |
| R.       | Nome          | a                  | Modalità |
| -------- | ------------- | ------------------ | -------- |
| C        | Sunay Acar    | Hamborn 07         |          |
| D        | Pascal Herzog | Wattenscheid 09 II |          |
| D        | David Klimek  | Schwarz-Weiß Essen |          |
| A        | Yves Lupito   | Inter Brazzaville  |          |
| C        | Björn Müller  | SG Empfingen       |          |

### Sessione invernale
| Acquisti | Acquisti    | Acquisti           | Acquisti |
| R.       | Nome        | da                 | Modalità |
| -------- | ----------- | ------------------ | -------- |
| C        | Jürgen Duah | Wattenscheid 09 II |          |

| Cessioni | Cessioni     | Cessioni           | Cessioni |
| R.       | Nome         | a                  | Modalità |
| -------- | ------------ | ------------------ | -------- |
| A        | Abdul Iyodo  | Elversberg         |          |
| D        | Michael Jost | Schwarz-Weiß Essen |          |

## Risultati

### Regionalliga

#### Girone di andata
| Arbitro: | Seemann |

|                                                     |           |  |
| Kampf 13’ Neitzel 42’ Möckel 83’ Schweinsteiger 89’ | Marcatori |  |

| Arbitro: | Henschel |

|                             |           |  |
| Ohnesorge 22’ Terranova 67’ | Marcatori |  |

| Arbitro: | Metzen |

|           |           |                                    |
| Mehic 37’ | Marcatori | 13’ Ohnesorge 58’ Iyodo 89’ Özkaya |

| Arbitro: | Thielert |

|            |           |                          |
| Toborg 35’ | Marcatori | 27’ Policella 57’ Tokody |

| Leverkusen 24 agosto 2005, ore 19:30 CEST 5ª giornata | Bayer Leverkusen II | 0 – 0 referto | Wattenscheid 09 | BayArena (900 spett.)\| Arbitro: \| Gorniak \| |
| Arbitro:                                              | Gorniak             |               |                 |                                                |

| Arbitro: | Willenborg |

|                      |           |                                             |
| Terranova 90’ (rig.) | Marcatori | 50’ Čović 59’ Ebert 63’, 81’ Hoeneß 70’ Ede |

| Arbitro: | Schumacher |

|  |           |                                             |
|  | Marcatori | 24’ Toborg 59’ Iyodo 72’ Koitka 90’ Caspers |

| Arbitro: | Kleve |

|                |           |             |
| Iyodo 64’, 89’ | Marcatori | 73’ Göhlert |

| Arbitro: | Otte |

|            |           |  |
| Hähnge 40’ | Marcatori |  |

| Arbitro: | Borsch |

|            |           |                         |
| Toborg 42’ | Marcatori | 38’ Coiner 61’ Sandmann |

| Arbitro: | Kuhl |

|                               |           |               |
| Reichenberger 30’ de Jong 33’ | Marcatori | 83’ Matarazzo |

| 1º ottobre 2005 12ª giornata |  | – turno di riposo |  |  |

| Arbitro: | Kircher |

|                    |           |                                |
| Terranova 14’, 71’ | Marcatori | 53’ (aut.) Matlik 90’ Boskovic |

| Arbitro: | Wenkel |

|            |           |            |
| Helmes 64’ | Marcatori | 90’ Toborg |

| Arbitro: | Pflaum |

|  |           |                    |
|  | Marcatori | 20’ Mazingu-Dinzey |

| Arbitro: | Kristek |

|  |           |                         |
|  | Marcatori | 54’ Katriniok 59’ Iyodo |

| Arbitro: | Bartsch |

|  |           |                                            |
|  | Marcatori | 54’, 84’ Artmann 64’ Polenz 66’ Rockenbach |

| Arbitro: | Schmidt |

|                                      |           |               |
| Six 3’ David 21’, 74’ Schnetzler 82’ | Marcatori | 39’ Katriniok |

| Arbitro: | Hofmann |

|                             |           |                                     |
| Caspers 5’, 70’ Szóllar 12’ | Marcatori | 35’ Glöden 38’ Cannizzaro 83’ Unger |

#### Girone di ritorno
| Arbitro: | Sippel |

|            |           |            |
| Toborg 28’ | Marcatori | 43’ Mbidzo |

| Arbitro: | Thielert |

|              |           |  |
| Lambertz 43’ | Marcatori |  |

| Arbitro: | Metzger |

|               |           |              |
| Katriniok 78’ | Marcatori | 21’ Reichert |

| Arbitro: | Bartsch |

|             |           |  |
| Siberie 62’ | Marcatori |  |

| Arbitro: | Bippen |

|                                      |           |                             |
| Terranova 16’ Abdulai 84’ Toborg 86’ | Marcatori | 8’ Lartey 49’ (rig.) Castro |

| Arbitro: | Kleve |

|  |           |                             |
|  | Marcatori | 13’, 25’ (rig.), 62’ Toborg |

| Arbitro: | Kunsleben |

|  |           |                      |
|  | Marcatori | 53’ Tammen 81’ Cozza |

| Arbitro: | Perl |

|           |           |                                  |
| Görke 81’ | Marcatori | 45’ Özkaya 70’ Koitka 90’ Toborg |

| Arbitro: | Steinhaus-Webb |

|  |           |                            |
|  | Marcatori | 27’ Hähnge 63’, 89’ Sykora |

| Arbitro: | Bippen |

|                         |           |                              |
| Molata 61’ Sandmann 65’ | Marcatori | 12’ (rig.) Toborg 47’ Özkaya |

| Arbitro: | Palilla |

|                                     |           |                                    |
| Toborg 21’ Terranova 57’ Özkaya 68’ | Marcatori | 63’, 65’ Menga 89’ (rig.) Feldhoff |

| 8 aprile 2006 31ª giornata |  | – turno di riposo |  |  |

| Arbitro: | Kempter |

|  |           |            |
|  | Marcatori | 79’ Özkaya |

| Arbitro: | Borsch |

|                                                     |           |                             |
| Koitka 2’ Toborg 49’ (rig.) Rietz 76’ Terranova 80’ | Marcatori | 52’ Wunderlich 64’ Chitsulo |

| Arbitro: | Winkmann |

|                       |           |            |
| Scharping 57’ Luz 70’ | Marcatori | 44’ Kushev |

| Arbitro: | Leicher |

|                     |           |                                                        |
| Rietz 8’ Koitka 17’ | Marcatori | 49’ Ben-Hatira 57’ (aut.) Caspers 89’ Adewunmi 90’ Sam |

| Arbitro: | Stieler |

|                       |           |          |
| Rockenbach 43’ (rig.) | Marcatori | 8’ Rietz |

| Arbitro: | Meyer |

|            |           |                                                                  |
| Toborg 88’ | Marcatori | 13’ Schnetzler 22’ David 37’ Kühne 65’ Brunnemann 83’ Schnuphase |

| Arbitro: | Bartsch |

|           |           |  |
| Unger 57’ | Marcatori |  |

### Coppa di Germania
| Arbitro: | Sahler |

|            |           |                                        |
| Toborg 87’ | Marcatori | 59’ Klasnić 80’ (rig.) Jensen 82’ Hunt |

## Statistiche

### Statistiche di squadra
| Competizione      | Punti | In casa | In casa | In casa | In casa | In casa | In casa | In trasferta | In trasferta | In trasferta | In trasferta | In trasferta | In trasferta | Totale | Totale | Totale | Totale | Totale | Totale | DR  |
| Competizione      | Punti | G       | V       | N       | P       | Gf      | Gs      | G            | V            | N            | P            | Gf           | Gs           | G      | V      | N      | P      | Gf     | Gs     | DR  |
| ----------------- | ----- | ------- | ------- | ------- | ------- | ------- | ------- | ------------ | ------------ | ------------ | ------------ | ------------ | ------------ | ------ | ------ | ------ | ------ | ------ | ------ | --- |
| Regionalliga nord | 39    | 18      | 4       | 5       | 9       | 27      | 43      | 18           | 6            | 4            | 8            | 23           | 22           | 36     | 10     | 9      | 17     | 50     | 65     | -15 |
| Coppa di Germania | -     | 1       | 0       | 0       | 1       | 1       | 3       | 0            | 0            | 0            | 0            | 0            | 0            | 1      | 0      | 0      | 1      | 1      | 3      | -2  |
| Totale            | 39    | 19      | 4       | 5       | 10      | 28      | 46      | 18           | 6            | 4            | 8            | 23           | 22           | 37     | 10     | 9      | 18     | 51     | 68     | -17 |

### Andamento in campionato
| Giornata  | 1  | 2  | 3 | 4 | 5 | 6  | 7 | 8 | 9 | 10 | 11 | 12 | 13 | 14 | 15 | 16 | 17 | 18 | 19 | 20 | 21 | 22 | 23 | 24 | 25 | 26 | 27 | 28 | 29 | 30 | 31 | 32 | 33 | 34 | 35 | 36 | 37 | 38 |
| --------- | -- | -- | - | - | - | -- | - | - | - | -- | -- | -- | -- | -- | -- | -- | -- | -- | -- | -- | -- | -- | -- | -- | -- | -- | -- | -- | -- | -- | -- | -- | -- | -- | -- | -- | -- | -- |
| Luogo     | T  | C  | T | C | T | C  | T | C | T | C  | T  |    | C  | T  | C  | T  | C  | T  | C  | C  | T  | C  | T  | C  | T  | C  | T  | C  | T  | C  |    | T  | C  | T  | C  | T  | C  | T  |
| Risultato | P  | V  | V | P | N | P  | V | V | P | P  | P  |    | N  | N  | P  | V  | P  | P  | N  | N  | P  | N  | P  | V  | V  | P  | V  | P  | N  | N  |    | V  | V  | P  | P  | N  | P  | P  |
| Posizione | 19 | 12 | 9 | 8 | 9 | 12 | 8 | 7 | 8 | 9  | 10 | 12 | 12 | 13 | 14 | 10 | 11 | 13 | 12 | 12 | 13 | 14 | 15 | 15 | 12 | 13 | 11 | 12 | 13 | 13 | 15 | 11 | 11 | 11 | 14 | 14 | 15 | 16 |

Legenda:

Luogo: C = Casa; T = Trasferta. Risultato: V = Vittoria; N = Pareggio; P = Sconfitta.

### Statistiche dei giocatori
| Giocatore     | Regionalliga nord | Regionalliga nord | Regionalliga nord | Regionalliga nord | Coppa di Germania | Coppa di Germania | Coppa di Germania | Coppa di Germania | Totale   | Totale | Totale      | Totale     |
| Giocatore     | Presenze          | Reti              | Ammonizioni       | Espulsioni        | Presenze          | Reti              | Ammonizioni       | Espulsioni        | Presenze | Reti   | Ammonizioni | Espulsioni |
| ------------- | ----------------- | ----------------- | ----------------- | ----------------- | ----------------- | ----------------- | ----------------- | ----------------- | -------- | ------ | ----------- | ---------- |
| M. Abdulai    | 11                | 1                 | 0                 | 0                 | 0                 | 0                 | 0                 | 0                 | 11       | 1      | 0           | 0          |
| C. Alakazli   | 0                 | 0                 | 0                 | 0                 | 0                 | 0                 | 0                 | 0                 | 0        | 0      | 0           | 0          |
| S. Alpay      | 0                 | 0                 | 0                 | 0                 | 0                 | 0                 | 0                 | 0                 | 0        | 0      | 0           | 0          |
| V. Anagnostou | 13                | 0                 | 1                 | 0                 | 0                 | 0                 | 0                 | 0                 | 13       | 0      | 1           | 0          |
| K. Baumann    | 17                | 0                 | 3                 | 0                 | 1                 | 0                 | 0                 | 0                 | 18       | 0      | 3           | 0          |
| D. Caspers    | 21                | 3                 | 2                 | 0                 | 1                 | 0                 | 0                 | 0                 | 22       | 3      | 2           | 0          |
| D. Cornelius  | 12                | 0                 | 2                 | 0                 | 0                 | 0                 | 0                 | 0                 | 12       | 0      | 2           | 0          |
| S. Dede       | 0                 | 0                 | 0                 | 0                 | 0                 | 0                 | 0                 | 0                 | 0        | 0      | 0           | 0          |
| S. Dragowich  | 10                | 0                 | 0                 | 0                 | 0                 | 0                 | 0                 | 0                 | 10       | 0      | 0           | 0          |
| J. Duah       | 3                 | 0                 | 0                 | 0                 | 0                 | 0                 | 0                 | 0                 | 3        | 0      | 0           | 0          |
| A. Iyodo      | 17                | 5                 | 0                 | 0                 | 0                 | 0                 | 0                 | 0                 | 17       | 5      | 0           | 0          |
| M. Jost       | 1                 | 0                 | 0                 | 0                 | 1                 | 0                 | 0                 | 0                 | 2        | 0      | 0           | 0          |
| M. Joswig     | 36                | 0                 | 2                 | 0                 | 1                 | 0                 | 0                 | 0                 | 37       | 0      | 2           | 0          |
| M. Katriniok  | 26                | 3                 | 4                 | 0                 | 1                 | 0                 | 0                 | 0                 | 27       | 3      | 4           | 0          |
| J. Keller     | 0                 | 0                 | 0                 | 0                 | 0                 | 0                 | 0                 | 0                 | 0        | 0      | 0           | 0          |
| B. Kilic      | 0                 | 0                 | 0                 | 0                 | 0                 | 0                 | 0                 | 0                 | 0        | 0      | 0           | 0          |
| K. Koitka     | 27                | 4                 | 5                 | 2                 | 1                 | 0                 | 0                 | 0                 | 28       | 4      | 5           | 2          |
| C. Kuntz      | 0                 | 0                 | 0                 | 0                 | 0                 | 0                 | 0                 | 0                 | 0        | 0      | 0           | 0          |
| P. Kushev     | 21                | 1                 | 3                 | 0                 | 0                 | 0                 | 0                 | 0                 | 21       | 1      | 3           | 0          |
| P. Matarazzo  | 31                | 1                 | 14                | 0                 | 1                 | 0                 | 0                 | 0                 | 32       | 1      | 14          | 0          |
| A. Matlik     | 36                | 0                 | 4                 | 0                 | 1                 | 0                 | 0                 | 0                 | 37       | 0      | 4           | 0          |
| T. Nixdorff   | 0                 | 0                 | 0                 | 0                 | 0                 | 0                 | 0                 | 0                 | 0        | 0      | 0           | 0          |
| M. Ohnesorge  | 27                | 2                 | 2                 | 0                 | 1                 | 0                 | 0                 | 0                 | 28       | 2      | 2           | 0          |
| M. Pereira    | 13                | 0                 | 0                 | 0                 | 1                 | 0                 | 0                 | 0                 | 14       | 0      | 0           | 0          |
| T. Rietz      | 30                | 3                 | 5                 | 0                 | 0                 | 0                 | 0                 | 0                 | 30       | 3      | 5           | 0          |
| D. Ropkas     | 0                 | 0                 | 0                 | 0                 | 0                 | 0                 | 0                 | 0                 | 0        | 0      | 0           | 0          |
| T. Schikora   | 15                | 0                 | 4                 | 0                 | 0                 | 0                 | 0                 | 0                 | 15       | 0      | 4           | 0          |
| K. Szóllar    | 13                | 1                 | 6                 | 0                 | 1                 | 0                 | 0                 | 0                 | 14       | 1      | 6           | 0          |
| S. Talarek    | 2                 | 0                 | 0                 | 0                 | 0                 | 0                 | 0                 | 0                 | 2        | 0      | 0           | 0          |
| M. Terranova  | 34                | 7                 | 4                 | 0                 | 1                 | 0                 | 0                 | 0                 | 35       | 7      | 4           | 0          |
| L. Toborg     | 36                | 14                | 2                 | 0                 | 1                 | 1                 | 0                 | 0                 | 37       | 15     | 2           | 0          |
| O. Özkaya     | 36                | 5                 | 5                 | 0                 | 1                 | 0                 | 0                 | 0                 | 37       | 5      | 5           | 0          |